# Deja Daire
Deja Daire (Massachusetts; 26 de enero de 1982) es una actriz pornográfica estadounidense retirada.

## Biografía
Deja Daire, nombre artístico de Amber Nichole Hedges, nació en el estado de Massachusetts en enero de 1982. No se sabe mucho sobre su vida hasta antes del 2004, cuando tras cumplir los 22 años decide entrar en la industria pornográfica.
Como actriz porno trabajó para productoras como Red Light District, Devil's Film, Zero Tolerance, New Sensations, Evolution Erotica, Adam & Eve, Digital Sin, Kink.com, Elegant Angel o Hustler.
Destacó por lucir un aspecto de punk rock y diversos tatuajes, así como por rodar escenas de sexo anal, BDSM y con actrices transexuales.
Se retiró en 2012, habiendo aparecido como actriz en algo más de 250 producciones, entre películas originales y compilaciones.
Algunas películas de su filmografía fueron Anal Retentive 6, Chasing White Booty 2, Clean My Crack, Cream Filling 4, I'll Do Anything For You 3, Innocent Desires 2, No Morals, Stretched Out Snatch o Trantastic.